# NGC 2563
NGC 2563 је лентикуларна галаксија у сазвежђу Рак која се налази на NGC листи објеката дубоког неба.
Деклинација објекта је + 21° 4' 5" а ректасцензија 8h 20m 35,7s. Привидна величина (магнитуда) објекта NGC 2563 износи 12,3 а фотографска магнитуда 13,3. Налази се на удаљености од 69,443 милиона парсека од Сунца. NGC 2563 је још познат и под ознакама UGC 4347, MCG 4-20-33, CGCG 119-65, PGC 23404.